# Pieris virginiensis
Pieris virginiensis is een vlindersoort uit de familie van de Pieridae (witjes), onderfamilie Pierinae.
Pieris virginiensis werd in 1870 beschreven door W. Edwards.